# Нвамора, Келвин
Келвин Эбука Нвамора (англ. Kelvin Ebuka Nwamora; 31 октября 1993, Энугу, Нигерия) — нигерийский футболист, нападающий.

## Игровая карьера
Нвамора родился 31 октября 1993 года в городе Энугу (Нигерия). В 2011-м году Келвин играл в чемпионатах Донецкой и Луганской областей за «Орлайн» (Донецк) и СК «Заря» (Луганск) соответственно. 2012 год провёл в СК «Заря» в чемпионате Донбасса и тунисском «Стабс». В 2013 году становился победителем второго первенства Донбасса в составе донецкого «УСК-Рубин». По итогам турнира признавался одним из лучших игроков донецкой команды.
В начале 2014 года был заявлен командой «УОР-Олимпик» для участия в зимнем первенстве Донецка. В заявке этого клуба нигериец числился 1992 года рождения. После этого турнира находился на просмотре в донецком «Олимпике», где числился уже 1988 года рождения. В составе команды украинской Премьер-лиги принял участие в ряде контрольных поединков, в том числе и против чемпиона Украины — «Шахтёра».
Сезон 2014/15 провёл в австрийском «Капфенберг» во втором по силе дивизионе чемпионата Австрии.
Летом 2015 года со второй попытки заключил трёхлетний контракт с донецким «Олимпиком». 1 августа 2015 года в игре с львовскими «Карпатами» дебютировал в Премьер-лиге. Футболист вышел на поле на 67-й минуте, заменив Игоря Семенину. 23 октября прекратил сотрудничество с «Олимпиком» по обоюдному согласию, всего проведя за него 3 игры (2 в чемпионате и 1 в кубке Украины), в которых голов не забивал.